# Urbanologie
L'urbanologie \yʁ.ba.nɔ.lɔ.ʒi\ (du latin urbs, ville, et du grec ancien logos, discours) est la science dont l'objet d'étude est la ville dans ses différents aspects.

## Définition
L'urbanologie fait partie des sciences sociales et se distingue de l'urbanisme qui est un processus technique et politique qui concerne l'aménagement du territoire et le développement des zones urbaines. « Nous proposons d'appeler urbanologie, note Marcel Cornu, l'ensemble des recherches et études dont le champ se trouve être l'espace urbain, c'est-à-dire tout ce qui concerne la connaissance des villes. L’urbanologie serait la science de la Ville.»

## Origine du terme
Le terme urbanologie aurait été utilisé pour la première fois par Marcel Cornu dans un article intitulé « De la nécessité d'une Urbanologie », paru dans l’hebdomadaire communiste Les Lettres françaises dirigé par Louis Aragon, le 19 mars 1969. Le mot est repris en 1981 par le géographe Paul Claval dans son ouvrage La Logique des villes: Essai d'urbanologie.
En Juin 1969 se tenait à la University of Wisconsin-Milwaukee un colloque qui avait pour titre « Urbanology – New Aproaches to Urban Revival ». Ce programme avait pour objectif d’identifier les éléments du problème urbain et de discuter des outils disponibles pour le résoudre. Y participaient ingénieurs, urbanistes, architectes, sociologues et administrateurs urbains.

## Interdisciplinarité
Marcel Cornu distingue l'urbanologie théorique de l’urbanisme pratique en insistant sur l’interdisciplinarité qu’elle réclame, non seulement pour questionner et enrichir l’urbanisme mais pour se fonder comme discipline autonome et solidaire d’autres savoirs. Avec l’urbanologie, la pluridisciplinarité que mobilise l’urbanisme se transforme en interdisciplinarité.

### Sociologie Urbaine
Une approche sociologique de la ville est apportée par des centres universitaire de recherche comme le Centre de Sociologie Urbaine de Grenoble ou autour d'Henri Lefebvre à l'Université de Vincennes et qui écrit un ouvrage qui fera date : Le droit à la ville. La réflexion théorique se poursuit avec notamment Françoise Choay à partir de son ouvrage : L'urbanisme, réalités et utopies. L'urbanologie tente de comprendre les rapports d'interaction et de transformation mutuelle qui existent entre les formes d'organisation de la société et la forme physique de la ville.

### Géographie Urbaine
La ville est autant un espace vécu que perçu. L'urbanologue peut en saisir des éléments en faisant dessiner une ville ou un quartier selon la méthode de la carte mentale. Une autre méthode consiste à faire raconter à des habitants leur itinéraire journalier. Les cartes mentales sont utilisées également par les géographes et psychologues comme instrument de recherche pour déterminer la perception des espaces par le public.

### Psychologie Urbaine
La psychologie urbaine est une sous-discipline de la psychologie environnementale. Elle étudie les interrelations entre l'individu et son environnement urbain et social dans ses dimensions spatiales et temporelles ». Elle s'intéresse aussi bien aux effets des conditions environnementales sur les comportements, cognitions et émotions de l’individu qu’à la manière dont celui-ci perçoit ou agit sur son environnement urbain.
La psychologie environnementale repose sur une meilleure compréhension et prise en compte des interrelations complexes qui se tissent entre l'individu et son environnement, qu'elles soient conscientes ou non. En tant qu’acteur, l’individu perçoit, ressent, se représente et se projette dans « son » environnement, de manière positive ou négative selon les cas. Cet environnement, avec ses particularités réelles ou fantasmées, la manière dont il est investi et façonné par l’individu participe de l’identité de l’individu et d'un groupe, et donne signification à leur comportement.
L’environnement n’est pas ici considéré comme un simple décor environnant l'individu ou le groupe, ni même uniquement comme source de services écologiques, mais pour ses aménités et aussi pour les peurs inconscientes qu'il peut susciter (peur du noir, de la nuit, peur du sauvage et de l'incontrôlé...). Il n’est pas uniquement composé d’éléments matériels : l’individu y est continuellement présent que ce soit de manière effective ou virtuelle.

### Psychogéographie
La psychogéographie a été créé par un mouvement d’inspiration marxiste, l’Internationale situationniste, en la personne de Guy Debord. Par l’intermédiaire notamment de la psychogéographie, les situationnistes ont développé une réflexion sur la question urbaine qu’ils inscrivaient en réaction à l’urbanisme fonctionnaliste. Leurs descriptions de l’espace urbain dénoncent un espace perçu comme ennuyeux. L’urbanisme fonctionnaliste est en outre accusé d’organiser une sorte d’aliénation aux services des temples de la consommation avec en point d’orgue l’impossible « réappropriation de l’espace urbain par l’imaginaire ».
Selon l’Internationale situationniste, la ville, érigée en suivant les principes de l’urbanisme fonctionnaliste provoque la mise en place d’un dispositif d’isolement, d’exclusion et de réclusion des citadins, in fine, la ville participe à l’établissement d’un ordre dans lequel le désir n’a pas sa place. Leur projet est de refonder la ville afin de créer des ambiances inédites permettant la construction de situations, c’est-à-dire des moments de vie à la fois singuliers et éphémères.

### Littérature et Géocritique
Le roman urbain ne perçoit la ville ni comme une monstruosité incompréhensible née de la révolution industrielle, ni comme une figure fantasmatique. Tourné vers la représentation de l’univers social des villes réelles, il tente de livrer une description précise de la vie quotidienne ordinaire dans un cadre urbain, s’intéressant autant aux destins individuels qu’à l’actualité politique, sociale et culturelle de l’époque où il est écrit. Contrairement à d’autres récits qui peuvent également se servir de décors urbains, le roman urbain décrit la ville comme une structure urbaine et en fait son point focal, voire son véritable protagoniste.
Le personnage principal du roman de Camille Ammoun, Ougarit, paru aux Éditions Inculte en 2019, est un urbanologue appelé en mission par la ville de Dubaï.
Pour Bertrand Westphal, espaces humains et littérature sont indissociables; imaginaire et réalité sont imbriqués; le référent n'est plus forcément celui que l'on croit. En deux mots, ou en trois, c'est l'écrivain qui est devenu auteur de sa ville. Dostoïevski et Kafka sont les héros cosmogoniques des temps modernes; Joyce, Svevo et Pessoa sont investis de la plus authentique des autorités: ils exercèrent dans leur ville une fonction auctoriale. Pétersbourg/Dostoïevski et Prague/Kafka, mais aussi Dublin/Joyce, Tanger/Bowles ou encore Lisbonne/Pessoa, etc.
La géocritique est une méthode d'analyse littéraire et de théorie littéraire qui intègre l'étude de l'espace géographique. Le terme désigne un certain nombre de pratiques critiques différentes. En France, Bertrand Westphal a élaboré le concept de géocritique dans plusieurs ouvrages. Aux États-Unis, Robert Tally a plaidé pour une géocritique comme pratique critique adaptée à l'analyse de ce qu'il a appelé la "cartographie littéraire".
Dans un article intitulé "Pour une approche géocritique des textes" Westphal décrit ainsi la relation entre le roman et la ville : 

« De la ville-tableau chère à Louis-Sébastien Mercier, on est passé à la ville-sculpture, en ce que la statue est pluridimensionnelle, appréciable en fonction du point de vue que l'on privilégie. Ville-tableau, ville-sculpture et puis, bien entendu, ville-livre. On avait dépeint la ville; on a modelé la ville; on lit dorénavant la ville. Car si la ville est souvent transplantée dans le livre, il arrive aussi que l'une et l'autre soient saisies dans des relations de stricte équivalence. En d'autres termes, pour certains auteurs - surtout à partir des années cinquante - la ville est devenue livre, comme le livre est devenu ville. La complexification croissante, et concomitante (est-ce fortuit?), des structures spatiales et des structures de l'oeuvre littéraire ont alors fait de l'espace urbain une métaphore du livre, et du roman en particulier. Quelquefois, le jumelage s'effectuait au loin, à Tokyo par exemple; on disait alors, comme Roland Barthes: "La ville est un idéogramme: le Texte continue". Les signes ont leur empire sur lequel les Empires de jadis n'étendent plus leur loi. Quant à nous, citoyens-lecteurs, et parfois citoyens-auteurs, nous empruntons les artères comme nous parcourons des lignes. Nous nous égarons dans les unes, comme nous nous perdons dans les autres. Nous regagnons le chemin comme nous retrouvons le fil de l'histoire. »

### Philosophie
La réflexion philosophique se poursuit avec notamment les travaux de Mike Davis, Olivier Mongin, Thierry Paquot, Agustin Berque, Bruce Bégout, entre autres.